# فانيسا ستيركندريس
فانيسا ستيركيندريس (من مواليد 15 سبتمبر 1995) هي لاعبة ألعاب قوى بلجيكية متخصصة في رمي المطرقة. وهي تحمل الرقم القياسي الوطني في رمي المطرقة وكانت أول رياضية بلجيكية على الإطلاق تتنافس في رمي المطرقة في بطولات ألعاب القوى الأوروبية والعالمية والألعاب الأولمبية الصيفية.
تنافست في دورة الألعاب الأولمبية الصيفية 2024. في حدث رمي مطرقة للسيدات على ستاد دو فرانس وحلت في المركز 24 في مرحلة التصفيات، ولم تتأهل إلى المرحلة النهائية.